# Storenomorpha anne
Storenomorpha anne är en spindelart som beskrevs av Jäger 2007. Storenomorpha anne ingår i släktet Storenomorpha och familjen Zodariidae.
Artens utbredningsområde är Laos. Inga underarter finns listade i Catalogue of Life.